# Life Along the Borderline
Life Along the Borderline s podtitulem A Tribute to Nico je hudební festival věnovaný zpěvačce Nico. Pořádá ho John Cale, který se zpěvačkou spolupracoval. Jeho první ročník se konal 11. října 2008 u příležitosti zpěvaččiných nedožitých sedmdesátých narozenin. Konal se v Royal Festival Hall v Londýně a vystoupili zde James Dean Bradfield, Mark Lanegan, Manic Street Preachers, Mark Linkous, The Fiery Furnaces, Guillemots, Nick Franglen, Peter Murphy, Liz Green a Lisa Gerrard.
Akce se opakovala 10. května 2009 v Teatro Communale v italském městě Ferrara. Zde zahráli Mercury Rev, Mark Lanegan, Lisa Gerrard, Peter Murphy, Soap&Skin a Mark Linkous. V roce 2010 koncert proběhl hned dvakrát; poprvé 27. března v polské Wroclawi a podruhé 11. dubna v Římě.
Další ročník se konal v lednu 2013 v Brooklyn Academy of Music v New Yorku. Vystoupili zde mimo jiné Nick Franglen, Kim Gordon, Mark Lanegan, The Magnetic Fields, Meshell Ndegeocello, Peaches, Joan as Police Woman a Sharon Van Etten.

## Koncerty, písně a hudebníci

### Londýn, 11.října 2008
Doprovodná kapela
- John Cale – klávesy
- Dustin Boyer – kytara
- Joseph Karnes – baskytara
- Michael Jerome – bicí

Písně a interpreti/zpěváci
1. „Frozen Warnings“ – John Cale
2. „Mütterlein“ – Pete Murphy
3. „My Heart Is Empty“ – Guillemots
4. „The Falconer“ – Lisa Gerrard
5. „Evening of Light“ – The Fiery Furnaces
6. „Ari's Song“ – Liz Green
7. „You Forget to Answer“ – Mark Linkous
8. „Roses in the Snow“ – Mark Lanegan
9. „Janitor of Lunacy“ – James Dean Bradfield
10. „No One Is There“ – Lisa Gerrard
11. „Abschied“ – Pete Murphy
12. „Afraid“ – Mark Linkous
13. „My Only Child“ – Guillemots
14. „60/40“ – John Cale
15. „Win a Few“ – Mark Lanegan
16. „Fearfully in Danger“ – The Fiery Furnaces
17. „Facing the Wind“ – John Cale
18. „All That Is My Own“ – všichni zúčastnění

### Ferrara, 10.května 2009
Doprovodná kapela
- John Cale – klávesy, klavír, kytara
- Dustin Boyer – kytara
- Joseph Karnes – baskytara, klávesy
- Michael Jerome – perkuse
- Nick Franglen – elektronika
- Gianluigi Cavallari – první housle
- Cristina Alberti – druhé housle
- Florinda Ravagnani – viola
- Valentina Migliozzi – violoncello
- Stefania Chiari – doprovodné vokály
- Eneonora Mota – doprovodné vokály
- Viviana Corrieri – doprovodné vokály
- Rossella Graziani – doprovodné vokály

Písně a interpreti/zpěváci
1. „Frozen Warnings“ – John Cale
2. „Mutterlein“ – Peter Murphy
3. „My Heart is Empty“ – Soap & Skin
4. „You Forgot to Answer“ – Mark Linkous
5. „The Falconer“ – Lisa Gerrard
6. „Roses in the Snow“ – Mark Lanegan
7. „My Only Child“ – Mercury Rev a John Cale
8. „Janitor of Lunacy“ – Peter Murphy
9. „Tananore“ – Soap & Skin
10. „Abschied“ – Peter Murphy
11. „Afraid“ – Mark Linkous
12. „No One is There“ – Lisa Gerrard
13. „60/40“ – John Cale
14. „Win a Few“ – Mark Lanegan
15. „Evening of Light“ – Mecury Rev
16. „Facing the Wind“ – John Cale
17. „All That is My Own“ – všichni zúčastnění
18. Přídavek: „Close Watch“ – John Cale

### Vratislav, 27.března 2010
Doprovodná kapela
- John Cale – klávesy
- Dustin Boyer – kytara
- Josh Schwartz – baskytara
- Deantoni Parks – bicí

Písně a interpreti/zpěváci
1. „Frozen Warnings“ – John Cale
2. „The Falconer“ – Lisa Gerrard
3. „Mütterlein“ – Jon King
4. „My Heart Is Empty“ – Soap&Skin
5. „My Only Child“ – Lætitia Sadier & John Cale
6. „Roses in the Snow“ – Mark Lanegan
7. „No One Is There“ – Lisa Gerrard
8. „Afraid“ – Lætitia Sadier
9. „Tananore“ – Soap&Skin
10. „You Forgot to Answer“ – Mark Lanegan
11. „Fearfully in Danger“ – Jon King
12. „60/40“ – John Cale
13. „Win a Few“ – Mark Lanegan
14. „Facing the Wind“ – John Cale
15. „All That Is My Own“ – všichni zúčastnění
16. Přídavek: „Close Watch“ – John Cale

### Řím, 11.dubna 2010
Doprovodná kapela
- John Cale – klávesy
- Dustin Boyer – kytara
- Josh Schwartz – baskytara
- Michael Jerome – perkuse
- Nick Franglen – elektronika

Písně
1. „Frozen Warnings
2. „Falconer“
3. „My Only Child“
4. „Roses in the Snow“
5. „Abschied“
6. „Janitor of Lunacy“
7. „Fearfully in Danger“
8. „Ari's Song“
9. „My Heart Is Empty“
10. „No One Is There“
11. „Afraid“
12. „60/40“
13. „You Forgot to Answer“
14. „Win a Few“
15. „Evening of Light“
16. „Tananore“
17. „Facing the Wind“
18. „All That Is My Own“

### New York, 16.ledna 2013
Doprovodná kapela
- John Cale – klávesy
- Dustin Boyer – kytara
- Joey Maramba – baskytara
- Alex Thomas – perkuse
- Nick Franglen – elektronika

Písně a interpreti/zpěváci
1. „Frozen Warnings“ – John Cale a Meshell Ndegeocello
2. „It Was a Pleasure Then“ – Kim Gordon a Bill Nace
3. „Mütterlein“ – Peaches
4. „My Heart Is Empty“ – Joan as Police Woman
5. „Falconer“ – Sharon van Etten
6. „Evening of Light“ – Mercury Rev
7. „Roses in the Snow“ – Greg Dulli
8. „Afraid“ – Meshell Ndegeocello
9. „No One Is There“ – Stephin Merritt
10. „Tananore“ – Alison Mosshart
11. „My Only Child“ – Sharon van Etten
12. „Janitor of Lunacy“ – Yeasayer
13. „Ari's Song“ – Joan as Police Woman
14. „Abschied“ – Peaches
15. „You Forgot to Answer“ – Meshell Ndegeocello
16. „Facing the Wind“ – John Cale a Meshell Ndegeocello
17. „Fearfully in Danger“ – Alison Mosshart
18. „Win a Few“ – Greg Dulli
19. „60/40“ – všichni zúčastnění